# Список астероїдів (26701—26800)
| Назва                             | Тимчасове позначення | Дата відкриття   | Місце відкриття                     | Відкривач                                              |
| --------------------------------- | -------------------- | ---------------- | ----------------------------------- | ------------------------------------------------------ |
| (26701) 2001 FH134                | 2001 FH134           | 20 березня 2001  | Обсерваторія Галеакала              | NEAT                                                   |
| (26702) 2001 FK143                | 2001 FK143           | 23 березня 2001  | Станція Андерсон-Меса               | LONEOS                                                 |
| (26703) 2001 FB144                | 2001 FB144           | 23 березня 2001  | Станція Андерсон-Меса               | LONEOS                                                 |
| (26704) 2001 FW144                | 2001 FW144           | 23 березня 2001  | Обсерваторія Кітт-Пік               | Spacewatch                                             |
| (26705) 2001 FL145                | 2001 FL145           | 24 березня 2001  | Станція Андерсон-Меса               | LONEOS                                                 |
| (26706) 2001 FA154                | 2001 FA154           | 26 березня 2001  | Обсерваторія Кітт-Пік               | Spacewatch                                             |
| 26707 Navrazhnykh                 | 2001 FP155           | 26 березня 2001  | Сокорро (Нью-Мексико)               | LINEAR                                                 |
| (26708) 2001 FG158                | 2001 FG158           | 27 березня 2001  | Обсерваторія Галеакала              | NEAT                                                   |
| (26709) 2001 FX158                | 2001 FX158           | 28 березня 2001  | Сокорро (Нью-Мексико)               | LINEAR                                                 |
| (26710) 2001 FY158                | 2001 FY158           | 28 березня 2001  | Сокорро (Нью-Мексико)               | LINEAR                                                 |
| 26711 Rebekahbau                  | 2001 FQ170           | 24 березня 2001  | Сокорро (Нью-Мексико)               | LINEAR                                                 |
| (26712) 2001 FV180                | 2001 FV180           | 20 березня 2001  | Станція Андерсон-Меса               | LONEOS                                                 |
| (26713) 2001 GR                   | 2001 GR              | 13 квітня 2001   | Обсерваторія Дезерт-Бівер           | Вільям Йон                                             |
| (26714) 2001 GL1                  | 2001 GL1             | 13 квітня 2001   | Сокорро (Нью-Мексико)               | LINEAR                                                 |
| 26715 Сауз Дакота (South Dakota)  | 2001 HJ              | 16 квітня 2001   | Обсрваторія Бедлендс                | Рон Дайвіґ                                             |
| (26716) 2001 HZ3                  | 2001 HZ3             | 18 квітня 2001   | Обсерваторія Ріді-Крик              | Джон Бротон                                            |
| 26717 Jasonye                     | 2001 HL5             | 18 квітня 2001   | Сокорро (Нью-Мексико)               | LINEAR                                                 |
| (26718) 2001 HP5                  | 2001 HP5             | 18 квітня 2001   | Сокорро (Нью-Мексико)               | LINEAR                                                 |
| (26719) 2001 HQ5                  | 2001 HQ5             | 18 квітня 2001   | Сокорро (Нью-Мексико)               | LINEAR                                                 |
| 26720 Yangxinyan                  | 2001 HB6             | 18 квітня 2001   | Сокорро (Нью-Мексико)               | LINEAR                                                 |
| (26721) 2001 HG6                  | 2001 HG6             | 18 квітня 2001   | Сокорро (Нью-Мексико)               | LINEAR                                                 |
| (26722) 2001 HK7                  | 2001 HK7             | 21 квітня 2001   | Сокорро (Нью-Мексико)               | LINEAR                                                 |
| (26723) 2001 HE8                  | 2001 HE8             | 18 квітня 2001   | Обсерваторія Кітт-Пік               | Spacewatch                                             |
| (26724) 2001 HU8                  | 2001 HU8             | 16 квітня 2001   | Сокорро (Нью-Мексико)               | LINEAR                                                 |
| (26725) 2001 HH9                  | 2001 HH9             | 16 квітня 2001   | Сокорро (Нью-Мексико)               | LINEAR                                                 |
| (26726) 2001 HD10                 | 2001 HD10            | 16 квітня 2001   | Сокорро (Нью-Мексико)               | LINEAR                                                 |
| 26727 Wujunjun                    | 2001 HK10            | 16 квітня 2001   | Сокорро (Нью-Мексико)               | LINEAR                                                 |
| 26728 Luwenqi                     | 2001 HM10            | 16 квітня 2001   | Сокорро (Нью-Мексико)               | LINEAR                                                 |
| (26729) 2001 HE12                 | 2001 HE12            | 18 квітня 2001   | Сокорро (Нью-Мексико)               | LINEAR                                                 |
| (26730) 2001 HJ13                 | 2001 HJ13            | 18 квітня 2001   | Сокорро (Нью-Мексико)               | LINEAR                                                 |
| (26731) 2001 HE14                 | 2001 HE14            | 23 квітня 2001   | Обсерваторія Ріді-Крик              | Джон Бротон                                            |
| (26732) 2001 HB16                 | 2001 HB16            | 22 квітня 2001   | Обсерваторія Дезерт-Бівер           | Вільям Йон                                             |
| 26733 Нанавізітор (Nanavisitor)   | 2001 HC16            | 22 квітня 2001   | Обсерваторія Дезерт-Бівер           | Вільям Йон                                             |
| 26734 Терріфаррелл (Terryfarrell) | 2001 HG16            | 23 квітня 2001   | Обсерваторія Дезерт-Бівер           | Вільям Йон                                             |
| (26735) 2001 HL27                 | 2001 HL27            | 27 квітня 2001   | Сокорро (Нью-Мексико)               | LINEAR                                                 |
| 26736 Rojeski                     | 2001 HM27            | 27 квітня 2001   | Сокорро (Нью-Мексико)               | LINEAR                                                 |
| 26737 Adambradley                 | 2001 HQ28            | 27 квітня 2001   | Сокорро (Нью-Мексико)               | LINEAR                                                 |
| 26738 Lishizhen                   | 2001 HB32            | 28 квітня 2001   | Обсерваторія Дезерт-Бівер           | Вільям Йон                                             |
| 26739 Hemaeberhart                | 2001 HV32            | 23 квітня 2001   | Сокорро (Нью-Мексико)               | LINEAR                                                 |
| 26740 Camacho                     | 2001 HN34            | 27 квітня 2001   | Сокорро (Нью-Мексико)               | LINEAR                                                 |
| (26741) 2001 HZ35                 | 2001 HZ35            | 29 квітня 2001   | Сокорро (Нью-Мексико)               | LINEAR                                                 |
| (26742) 2001 HW36                 | 2001 HW36            | 29 квітня 2001   | Сокорро (Нью-Мексико)               | LINEAR                                                 |
| (26743) 2001 HE38                 | 2001 HE38            | 30 квітня 2001   | Обсерваторія Дезерт-Бівер           | Вільям Йон                                             |
| (26744) 2001 HF43                 | 2001 HF43            | 16 квітня 2001   | Станція Андерсон-Меса               | LONEOS                                                 |
| (26745) 2001 HV45                 | 2001 HV45            | 17 квітня 2001   | Станція Андерсон-Меса               | LONEOS                                                 |
| (26746) 2001 HW46                 | 2001 HW46            | 18 квітня 2001   | Сокорро (Нью-Мексико)               | LINEAR                                                 |
| (26747) 2001 HC47                 | 2001 HC47            | 18 квітня 2001   | Сокорро (Нью-Мексико)               | LINEAR                                                 |
| (26748) 2001 HP50                 | 2001 HP50            | 23 квітня 2001   | Станція Андерсон-Меса               | LONEOS                                                 |
| (26749) 2001 HT52                 | 2001 HT52            | 23 квітня 2001   | Сокорро (Нью-Мексико)               | LINEAR                                                 |
| (26750) 2001 HJ55                 | 2001 HJ55            | 24 квітня 2001   | Сокорро (Нью-Мексико)               | LINEAR                                                 |
| (26751) 2001 HP64                 | 2001 HP64            | 27 квітня 2001   | Обсерваторія Галеакала              | NEAT                                                   |
| (26752) 2001 HU65                 | 2001 HU65            | 30 квітня 2001   | Сокорро (Нью-Мексико)               | LINEAR                                                 |
| (26753) 2001 HM66                 | 2001 HM66            | 24 квітня 2001   | Сокорро (Нью-Мексико)               | LINEAR                                                 |
| (26754) 2001 JL4                  | 2001 JL4             | 15 травня 2001   | Паломарська обсерваторія            | NEAT                                                   |
| (26755) 2001 KT6                  | 2001 KT6             | 17 травня 2001   | Сокорро (Нью-Мексико)               | LINEAR                                                 |
| (26756) 2001 KW7                  | 2001 KW7             | 18 травня 2001   | Сокорро (Нью-Мексико)               | LINEAR                                                 |
| 26757 Бастей (Bastei)             | 2001 KU17            | 20 травня 2001   | Дребах                              | Дребах                                                 |
| (26758) 2001 KV19                 | 2001 KV19            | 22 травня 2001   | Сокорро (Нью-Мексико)               | LINEAR                                                 |
| (26759) 2001 KS22                 | 2001 KS22            | 17 травня 2001   | Сокорро (Нью-Мексико)               | LINEAR                                                 |
| (26760) 2001 KP41                 | 2001 KP41            | 23 травня 2001   | Сокорро (Нью-Мексико)               | LINEAR                                                 |
| 26761 Стромболі (Stromboli)       | 2033 P-L             | 24 вересня 1960  | Паломарська обсерваторія            | К. Й. ван Гаутен, І. ван Гаутен-Ґроневельд, Т. Герельс |
| (26762) 2564 P-L                  | 2564 P-L             | 24 вересня 1960  | Паломарська обсерваторія            | К. Й. ван Гаутен, І. ван Гаутен-Ґроневельд, Т. Герельс |
| 26763 Peirithoos                  | 2706 P-L             | 24 вересня 1960  | Паломарська обсерваторія            | К. Й. ван Гаутен, І. ван Гаутен-Ґроневельд, Т. Герельс |
| (26764) 2800 P-L                  | 2800 P-L             | 24 вересня 1960  | Паломарська обсерваторія            | К. Й. ван Гаутен, І. ван Гаутен-Ґроневельд, Т. Герельс |
| (26765) 3038 P-L                  | 3038 P-L             | 24 вересня 1960  | Паломарська обсерваторія            | К. Й. ван Гаутен, І. ван Гаутен-Ґроневельд, Т. Герельс |
| (26766) 3052 P-L                  | 3052 P-L             | 24 вересня 1960  | Паломарська обсерваторія            | К. Й. ван Гаутен, І. ван Гаутен-Ґроневельд, Т. Герельс |
| (26767) 4084 P-L                  | 4084 P-L             | 24 вересня 1960  | Паломарська обсерваторія            | К. Й. ван Гаутен, І. ван Гаутен-Ґроневельд, Т. Герельс |
| (26768) 4608 P-L                  | 4608 P-L             | 24 вересня 1960  | Паломарська обсерваторія            | К. Й. ван Гаутен, І. ван Гаутен-Ґроневельд, Т. Герельс |
| (26769) 4658 P-L                  | 4658 P-L             | 24 вересня 1960  | Паломарська обсерваторія            | К. Й. ван Гаутен, І. ван Гаутен-Ґроневельд, Т. Герельс |
| (26770) 4734 P-L                  | 4734 P-L             | 24 вересня 1960  | Паломарська обсерваторія            | К. Й. ван Гаутен, І. ван Гаутен-Ґроневельд, Т. Герельс |
| (26771) 4846 P-L                  | 4846 P-L             | 24 вересня 1960  | Паломарська обсерваторія            | К. Й. ван Гаутен, І. ван Гаутен-Ґроневельд, Т. Герельс |
| (26772) 6033 P-L                  | 6033 P-L             | 24 вересня 1960  | Паломарська обсерваторія            | К. Й. ван Гаутен, І. ван Гаутен-Ґроневельд, Т. Герельс |
| (26773) 3254 T-1                  | 3254 T-1             | 26 березня 1971  | Паломарська обсерваторія            | К. Й. ван Гаутен, І. ван Гаутен-Ґроневельд, Т. Герельс |
| (26774) 4189 T-1                  | 4189 T-1             | 26 березня 1971  | Паломарська обсерваторія            | К. Й. ван Гаутен, І. ван Гаутен-Ґроневельд, Т. Герельс |
| (26775) 4205 T-1                  | 4205 T-1             | 26 березня 1971  | Паломарська обсерваторія            | К. Й. ван Гаутен, І. ван Гаутен-Ґроневельд, Т. Герельс |
| (26776) 4236 T-1                  | 4236 T-1             | 26 березня 1971  | Паломарська обсерваторія            | К. Й. ван Гаутен, І. ван Гаутен-Ґроневельд, Т. Герельс |
| (26777) 1225 T-2                  | 1225 T-2             | 29 вересня 1973  | Паломарська обсерваторія            | К. Й. ван Гаутен, І. ван Гаутен-Ґроневельд, Т. Герельс |
| (26778) 1354 T-2                  | 1354 T-2             | 29 вересня 1973  | Паломарська обсерваторія            | К. Й. ван Гаутен, І. ван Гаутен-Ґроневельд, Т. Герельс |
| (26779) 2191 T-2                  | 2191 T-2             | 29 вересня 1973  | Паломарська обсерваторія            | К. Й. ван Гаутен, І. ван Гаутен-Ґроневельд, Т. Герельс |
| (26780) 2313 T-2                  | 2313 T-2             | 29 вересня 1973  | Паломарська обсерваторія            | К. Й. ван Гаутен, І. ван Гаутен-Ґроневельд, Т. Герельс |
| (26781) 3182 T-2                  | 3182 T-2             | 30 вересня 1973  | Паломарська обсерваторія            | К. Й. ван Гаутен, І. ван Гаутен-Ґроневельд, Т. Герельс |
| (26782) 4174 T-2                  | 4174 T-2             | 29 вересня 1973  | Паломарська обсерваторія            | К. Й. ван Гаутен, І. ван Гаутен-Ґроневельд, Т. Герельс |
| (26783) 1085 T-3                  | 1085 T-3             | 17 жовтня 1977   | Паломарська обсерваторія            | К. Й. ван Гаутен, І. ван Гаутен-Ґроневельд, Т. Герельс |
| (26784) 2103 T-3                  | 2103 T-3             | 16 жовтня 1977   | Паломарська обсерваторія            | К. Й. ван Гаутен, І. ван Гаутен-Ґроневельд, Т. Герельс |
| (26785) 2496 T-3                  | 2496 T-3             | 16 жовтня 1977   | Паломарська обсерваторія            | К. Й. ван Гаутен, І. ван Гаутен-Ґроневельд, Т. Герельс |
| (26786) 3382 T-3                  | 3382 T-3             | 16 жовтня 1977   | Паломарська обсерваторія            | К. Й. ван Гаутен, І. ван Гаутен-Ґроневельд, Т. Герельс |
| (26787) 4265 T-3                  | 4265 T-3             | 16 жовтня 1977   | Паломарська обсерваторія            | К. Й. ван Гаутен, І. ван Гаутен-Ґроневельд, Т. Герельс |
| (26788) 4321 T-3                  | 4321 T-3             | 16 жовтня 1977   | Паломарська обсерваторія            | К. Й. ван Гаутен, І. ван Гаутен-Ґроневельд, Т. Герельс |
| (26789) 5092 T-3                  | 5092 T-3             | 16 жовтня 1977   | Паломарська обсерваторія            | К. Й. ван Гаутен, І. ван Гаутен-Ґроневельд, Т. Герельс |
| (26790) 5235 T-3                  | 5235 T-3             | 17 жовтня 1977   | Паломарська обсерваторія            | К. Й. ван Гаутен, І. ван Гаутен-Ґроневельд, Т. Герельс |
| (26791) 5282 T-3                  | 5282 T-3             | 17 жовтня 1977   | Паломарська обсерваторія            | К. Й. ван Гаутен, І. ван Гаутен-Ґроневельд, Т. Герельс |
| (26792) 1975 LY                   | 1975 LY              | 8 червня 1975    | Астрономічний комплекс Ель-Леонсіто | М. Сеско                                               |
| 26793 Bolshoi                     | 1977 AC2             | 13 січня 1977    | КрАО                                | Черних Микола Степанович                               |
| (26794) 1977 DG3                  | 1977 DG3             | 18 лютого 1977   | Обсерваторія Кісо                   | Хірокі Косаї, Кіїтіро Фурукава                         |
| 26795 Basilashvili                | 1978 SD8             | 26 вересня 1978  | КрАО                                | Журавльова Людмила Василівна                           |
| (26796) 1978 VO6                  | 1978 VO6             | 7 листопада 1978 | Паломарська обсерваторія            | Е. Гелін, Ш. Дж. Бас                                   |
| (26797) 1978 VS8                  | 1978 VS8             | 7 листопада 1978 | Паломарська обсерваторія            | Е. Гелін, Ш. Дж. Бас                                   |
| (26798) 1979 QG2                  | 1979 QG2             | 22 серпня 1979   | Обсерваторія Ла-Сілья               | Клаес-Інґвар Лаґерквіст                                |
| (26799) 1979 XL                   | 1979 XL              | 15 грудня 1979   | Обсерваторія Ла-Сілья               | Анрі Дебеонь, Едґар Нетто                              |
| (26800) 1981 EK1                  | 1981 EK1             | 6 березня 1981   | Обсерваторія Ла-Сілья               | Анрі Дебеонь, Джованні де Санктіс                      |

| ← Астероїди 20001—30000 → |             |             |             |             |             |             |             |             |             |
| 20001—20100               | 21001—21100 | 22001—22100 | 23001—23100 | 24001—24100 | 25001—25100 | 26001—26100 | 27001—27100 | 28001—28100 | 29001—29100 |
| 20101—20200               | 21101—21200 | 22101—22200 | 23101—23200 | 24101—24200 | 25101—25200 | 26101—26200 | 27101—27200 | 28101—28200 | 29101—29200 |
| 20201—20300               | 21201—21300 | 22201—22300 | 23201—23300 | 24201—24300 | 25201—25300 | 26201—26300 | 27201—27300 | 28201—28300 | 29201—29300 |
| 20301—20400               | 21301—21400 | 22301—22400 | 23301—23400 | 24301—24400 | 25301—25400 | 26301—26400 | 27301—27400 | 28301—28400 | 29301—29400 |
| 20401—20500               | 21401—21500 | 22401—22500 | 23401—23500 | 24401—24500 | 25401—25500 | 26401—26500 | 27401—27500 | 28401—28500 | 29401—29500 |
| 20501—20600               | 21501—21600 | 22501—22600 | 23501—23600 | 24501—24600 | 25501—25600 | 26501—26600 | 27501—27600 | 28501—28600 | 29501—29600 |
| 20601—20700               | 21601—21700 | 22601—22700 | 23601—23700 | 24601—24700 | 25601—25700 | 26601—26700 | 27601—27700 | 28601—28700 | 29601—29700 |
| 20701—20800               | 21701—21800 | 22701—22800 | 23701—23800 | 24701—24800 | 25701—25800 | 26701—26800 | 27701—27800 | 28701—28800 | 29701—29800 |
| 20801—20900               | 21801—21900 | 22801—22900 | 23801—23900 | 24801—24900 | 25801—25900 | 26801—26900 | 27801—27900 | 28801—28900 | 29801—29900 |
| 20901—21000               | 21901—22000 | 22901—23000 | 23901—24000 | 24901—25000 | 25901—26000 | 26901—27000 | 27901—28000 | 28901—29000 | 29901—30000 |